# 古皮耶尔 (卡尔瓦多斯省)
古皮耶尔（法語：Goupillières，法語發音：[ɡupijɛʁ] ⓘ）是法国卡尔瓦多斯省的一个旧市镇，属于卡昂区。2019年，古皮耶尔与特鲁瓦蒙合并为新市镇奥恩河畔蒙蒂耶尔。

## 地理
古皮耶尔（49°1'55"N, 0°28'46"W）面积2.27 平方千米，位于法国诺曼底大区卡爾瓦多斯省，该省份为法国西北部沿海省份，北濒大西洋英吉利海峡，东北与滨海塞纳省以海上边界相接，东临厄尔省，南至奧恩省，西与芒什省接壤。
与古皮耶尔接壤的市镇（或旧市镇、城区）包括：格兰博、桑格莱地区莱穆捷、乌菲耶尔、特鲁瓦蒙。

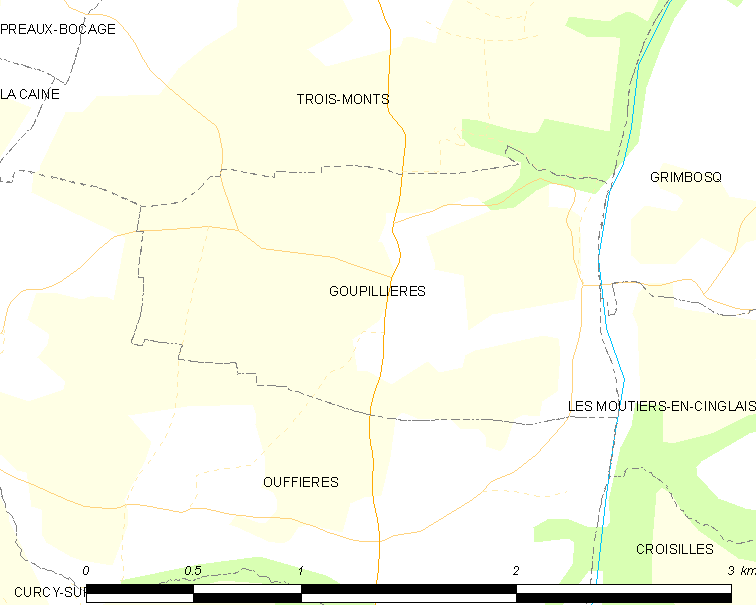
的OSM定位图

古皮耶尔的时区为UTC+01:00、UTC+02:00（夏令时）。

## 行政
古皮耶尔的邮政编码为14210，INSEE市镇编码为14307。

## 政治
古皮耶尔所属的省级选区为勒奥姆县。

## 人口

1962-2008年间人口变化图示

古皮耶尔于2015时的人口数量为178人。